# Edmond Coppens
Edmond Frans August Coppens, né le 5 mars 1905 à Iddergem et mort le 1er novembre 1986 à Denderleeuw, est un homme politique belge.

## Mandats et fonctions
- Échevin de Denderleeuw : 1952-1955
- Membre du Sénat belge pour l'arrondissement d'Oudenaarde-Alost : 1961-1971

## Sources
1. ↑  Biographie sur ODIS

- P. Van Molle, Het Belgisch parlement, p. 49 en 395.

- Ressource relative à plusieurs domaines :   - ODIS